# Bosnien och Hercegovina i olympiska sommarspelen 1992
Bosnien och Hercegovina deltog i de olympiska sommarspelen 1992 med en trupp bestående av tio deltagare, men ingen av landets deltagare erövrade någon medalj.

## Friidrott
Herrar
| Idrottare        | Gren                  | Kval  | Kval      | Final            | Final            |
| Idrottare        | Gren                  | Längd | Placering | Längd            | Placering        |
| ---------------- | --------------------- | ----- | --------- | ---------------- | ---------------- |
| Zlatan Saračević | Herrarnas kulstötning | 16,38 | 24        | Gick inte vidare | Gick inte vidare |

| Idrottare       | Gren                     | Kval  | Kval      | Final            | Final            |
| Idrottare       | Gren                     | Längd | Placering | Längd            | Placering        |
| --------------- | ------------------------ | ----- | --------- | ---------------- | ---------------- |
| Dragan Mustapić | Herrarnas diskuskastning | 48,80 | 29        | Gick inte vidare | Gick inte vidare |

Damer
| Idrottare     | Gren                 | Omgång 1 | Omgång 1  | Omgång 2 | Omgång 2  | Semifinal        | Semifinal        | Final            | Final            |
| Idrottare     | Gren                 | Resultat | Placering | Resultat | Placering | Resultat         | Placering        | Resultat         | Placering        |
| ------------- | -------------------- | -------- | --------- | -------- | --------- | ---------------- | ---------------- | ---------------- | ---------------- |
| Mirsada Burić | Damernas 3 000 meter | 10:03,34 | 33        | i.u.     | i.u.      | Gick inte vidare | Gick inte vidare | Gick inte vidare | Gick inte vidare |

Damernas 10 kilometer gång
- Kada Delić — 55:24 (→ 38:e plats)

## Judo
Herrar
| Idrottare      | Gren                     | Kval  | Kval      | Final        | Final        |
| Idrottare      | Gren                     | Längd | Placering | Längd        | Placering    |
| -------------- | ------------------------ | ----- | --------- | ------------ | ------------ |
| Vlado Paradžik | Herrarnas extra lättvikt |       |           | (23:e plats) | (23:e plats) |

## Kanotsport
Herrar
| Aleksandar Đurić | Herrarnas C-1 1000 m | i.u. | i.u. | i.u. | i.u. | 19 | 2:04,68 |